# Lingue sinotibetane
Le lingue sinotibetane (汉藏语系, hànzàng yǔxì) sono una delle principali famiglie linguistiche dell'area asiatica, da cui derivano alcune tra le più importanti lingue parlate nel continente asiatico e nel mondo, come il cinese moderno standard e dei dialetti prestigiosi come il cantonese, il tibetano e il birmano. In più, dalla pronuncia in Primo Cinese Medio (una varietà antica di cinese), deriva la pronuncia del vocabolario cinese nelle lingue sino-xeniche, cioè il giapponese, coreano e vietnamita (vocabolario sino-giapponese, sino-coreano, sino-vietnamita).
In totale, secondo il linguista Harald Hammarström, conta circa 500 lingue, di cui moltissime sono minori.
La ricostruzione di questa lingua, che è ancora agli esordi, si chiama "proto-sino-tibetano/Proto-Sino-Tibetan" (PTS) o "Trans-Himalayano" e si può paragonare come parallelismo al proto-indoeuropeo, che però è geograficamente centrato in Europa e non nell'Asia Orientale. Stando a un paper di Laurent Sagart, Guillaume Jacques e Yunfan Lai del 2018 e pubblicato nel 2019, "Dated language phylogenies shed light on the ancestry of Sino-Tibetan", la famiglia Sino-Tibetana (e dunque il Proto-Sino-Tibetano) è nata "circa 7200 anni fa" ("around 7200 B.P.", ovvero Before Present), quindi attorno alla fine del sesto millennio avanti Cristo.
Secondo uno studio glotto-cronologico di sette lingue sino-tibetane (contro le 50 dell'articolo di Sagart-Jacques-Yunfa per capire la nascita della famiglia) di William S-Y. Wang in "Three windows on the past" (1998), le lingue hanno mostrato i primi segni di perdita di unità "6000 anni fa" (1998-6000= -4002). Pertanto, approssimando il tutto, una separazione (sulla base di un numero minore di lingue) si può datare intorno al 4000 a.C.

## Classificazione
La classificazione delle lingue sinotibetane è una questione molto dibattuta. La classificazione è resa problematica da diversi fattori, tra cui il fatto che molte lingue sono dotate di una ricca tradizione scritta (come il cinese, il tibetano e il birmano) mentre altre sono dotate di sola tradizione orale. Dal 1937 al 2013 sono state elaborate diverse teorie linguistiche e diverse ipotesi di modelli filogenetici per i linguaggi della famiglia sinotibetana. Se per molte sottofamiglie linguistiche è stato possibile ricostruire con un certo margine di certezza scientifica sia le derivazioni che le parentele tra diverse lingue, come nel caso delle lingue lolo-birmane), giunti al 2016 tuttavia non è stata ancora elaborata una ricostruzione soddisfacente di un presunto linguaggio "proto-sinotibetano" antecedente i gruppi linguistici che si cerca di classificare.

### Classificazione classica di James Matisoff (1978) e divisione del proto-sino-tibetano
La classificazione di James Matisoff, del 1978 suddivideva la famiglia in due domini:
lingue sinotibetane
- lingue sinitiche
  - lingue cinesi
  - lingua bai

- lingue tibeto-birmane
  - lingue tibetiche
  - lingue lolo-birmane

Secondo la classificazione classica e più nota, il proto-sino-tibetano si è suddiviso nel gruppo sinitico e nel proto-tibeto-birmano. La prima lingua sinitica attestata è l'Old Chinese/OC/cinese antico (i gusci di tartaruga con i caratteri incisi e messi a crepare sul fuoco per fare divinazioni più antichi risalgono al 1250 a.c., durante la Dinastia Shang). Da questa lingua, a cui si affiancano le lingue delle altre culture cinesi neolitiche, poi tutte sparite e/o soggiogate dagli Hua 华 (oggi, a partire dalla Dinastia Han, si usa la parola 汉 Han), sono nate le lingue Bai e il Proto-Min, ricostruito da Jerry Norman e da cui discendono le lingue Min (e.g. l'Hokkien, di famiglia Minnan). Dopodiché è evoluto in Cinese degli Han Orientali, una varietà intermedia, per poi culminare nel Primo Cinese Medio/Early Middle Chinese/EMC, parlato durante le Dinastie del Nord e del Sud, la Dinastia Sui e il Rinascimento Cinese (Dinastia Tang e Dinastia Song, dinastia sotto alla quale si parla il Tardo Cinese Medio). In questo periodo, cioè quello del Primo Cinese Medio, nascono tutte le altre famiglie di dialetti cinesi, come l'Hakka, il cantonese/Yue e lo Wu, accomunate dall'essere piuttosto conservative a differenza degli altri dialetti settentrionali (Gan, Xiang). Il Tardo Cinese Medio, durante il khanato mongolo (Dinastia Yuan) e le dinastie successive (Ming e Qing, l'ultima diastia imperiale cinese) ha continuato a evolvere in Primo Mandarino, Mandarino Medio e Mandarino Tardo-imperiale (in questi due periodi è stato creato il guanhua).
Quanto invece alle lingue sino-tibetane senza più le lingue sinitiche (si ricorda che sono direttamente attestate con scritture l'Old Chinese e le lingue che ne derivano), hanno cambiato nome in "lingue tibeto-birmane" e la ricostruzione della lingua unificata, effettuata da Paul K. Benedict e rifinita da James Alan Matisoff, si chiama "proto-tibeto-birmano"/Proto-Tibeto-Burman/PTB ("Burman", rispetto a "Burmese", significherebbe più precisamente "birmanico" e non "il birmano"). A sua volta, il proto-tibeto-birmano si è suddiviso in proto-tibetico (ricostruito da Nicolas Tournadre, 2013. Da esso deriva Old Tibetan/tibetano antico, da cui discendono le lingue tibetiche) e nelle lingue lolo-birmane/Lolo-Burmese, la cui proto-lingua si chiama "proto-lolo-birmano/Proto-Loloish/Proto-Nisoic" (ipoteticamente, l'abbreviazione sarebbe PLB). Da queste lingue derivano la famiglia di lingue Lolo e l'Old Burmese/birmano antico.
La famiglia sinotibetana, secondo il linguista Harald Hammarström, contiene circa 500 lingue, in gran parte lingue minori. Di queste, secondo James Matisoff, circa 250-300 sono tibeto-birmane e quasi metà di esse sono minori (solo 9 lingue hanno oltre un milione di parlanti). Secondo invece Ethnologue sono di più, 441. Il birmano è quella più parlata con circa 32 milioni di persone. Otto milioni di tibetani parlano una delle diverse lingue tibetane. Secondo lo stesso Matisoff, è difficile capire quante siano effettivamente le lingue tibeto-birmane siccome talvolta ne vengono scoperte di nuove e per la difficoltà in dei casi a dividere una "lingua" da un "dialetto".
I tibeto-birmani, secondo un articolo di Bo Wen, Xuanhua Xie et al. (Analyses of Genetic Structure of Tibeto-Burman Populations Reveals Sex-Biased Admixture in Southern Tibeto-Burmans, scritto nel 2003 e pubblicato nel 2004), derivano da una migrazione verso il sud di alcune tribù dalla Cina nord-occidentale. Queste tribù, le Di-Qiang, entrarono in contatto con le tribù native austroasiatiche e Mon-Khmer. Da questo studio genetico emerge che si sono anche mescolati geneticamente tra loro. La migrazione viene datata "nel periodo delle Primavere e Autunni, circa 2600 anni fa" (il periodo va da 771 a.C. al 476 a.C.). Siccome questo periodo è ricordato per le guerre sanguinarie tra 120 feudi, poi riuniti dalla prima dinastia imperiale, la Dinastia Qin, si può ipotizzare che siano avvenute per le guerre (in futuro, molte altre migrazioni avrebbero avuto come protagonisti dei profughi di guerra). L'avvenimento che dà inizio a questo periodo è la caduta della Dinastia Zhou, che è costretta alla fuga in un piccolo territorio, l'unico che controlla saldamente. La tribù che sconfisse gli Zhou, i Quanrong, era del gruppo Qiang e abitava proprio nella Cina nord-occidentale.
Uno strumento online utilizzabile per consultare le radici in proto-tibeto birmano e altre lingue sino-tibetane è lo STEDT (Sino-Tibetan Etymological Dictionary and Thesaurus), un dizionario curato da James Matisoff dell'Università di Berkley la cui versione finale è stata rilasciata nel 2015. Un paper di Laurent Sagart (2019) indica le correzioni di alcune etimologie sbagliate. Alla creazione dello STEDT hanno partecipato anche Nicolas Tournadre e William Baxter. La ricostruzione in Old Chinese non sembra essere quella più recente del 2014.

### Classificazione di George Van Driem (2001)
Vi sono linguisti che respingono il modello che prevede una separazione iniziale tra questi due domini. Il modello di George Van Driem del 2001 propone una differente classificazione: 
Lingue tibeto-birmane
- Occidentali
  - Dhimal
  - Bodo–Koch
  - Konyak
  - Kachin–Luic

- Orientali
  - del Nord
    - del Nord ovest: bodiche, kiranti, himalayano occidentale, tamangico e altre lingue a sé stanti
    - del Nord est

  - del Sud
    - del Sud ovest: lolo-birmano, carenico/Karen
    - del Sud est: qiang, jiarongico

- alcune famiglie minori e linguaggi a sé stanti

### Classificazione Roger Blench e Mark W. Post (2013)
Una delle classificazioni più recenti è quella del 2013 proposta da Roger Blench e Mark W. Post, linguisti che hanno giudicato opportuno non forzare l'appartenenza di alcune famiglie linguistiche (o singole lingue) all'albero genealogico del sinotibetano, preferendo invece considerarle elementi "isolati" ai quali destinare ulteriori sforzi di ricerca prima di procedere a nuovi tentativi di classificazione. Si tratta perciò di una classificazione più "cauta" di quelle elaborate dai linguisti degli anni precedenti.
Il dibattito è tuttora in corso e una genealogia largamente accettata, insieme alle ricostruzioni delle proto-lingue (che nel caso di queste lingue asiatiche è abbastanza complessa perché sono raramente attestate in tempi molto antichi e sono dotate perlopiù di una scarsa morfologia, poi persa nel caso del cinese a partire dal Primo Cinese Medio), può permettere una ricostruzione completa del proto-sino-tibetano.

## Caratteristiche generali e confronti col cinese antico e col proto-tibeto-birmano
Il proto-sino-tibetano era una lingua monosillabica, come anche il cinese antico gran parte dei vocaboli in proto-tibeto-birmano. Esattamente come quest'ultimo, una sillaba poteva essere preceduta da uno o due prefissi (era dotato di morfologia derivazionale). Non si sa se tra il prefisso e la consonante iniziale era inseribile una vocale (e.g. la vocale neutra schwa). Se era possibile, il prefisso poteva mutare in una sillaba secondaria e dunque formare una struttura sesquisillabica (le sillabe formate da sillaba secondaria blandamente attaccata e sillaba principale vengono dette "sesquisillabiche". Questa parola, un neologismo coniato da James Matisoff, deriva da una parola greca che significa "uno e mezzo". L'Old Chinese ricostruito da Baxter-Sagart, 2014, per esempio ha sillabe sesquisillabiche). Dopo la consonante iniziale Ci della radice, la sillaba aveva una vocale o dittongo o trittongo. Le parole aventi prefissi o simili da cui si ottiene un diverso significato a partire da una radice si trovano con la comparazione di vocaboli dal significato e aspetto esteriore simile (e.g. a livello di sillaba sono differenziati solo da un prefisso o da un mutamento di consonante). In generale, il metodo comparativo applicato alle ricostruzioni aggiornate e avanzate delle proto-lingue permette la ricostruzione delle singole sillabe e delle osservazioni generali sulla loro struttura. La grammatica di una proto-lingua si ricostruisce con i tratti grammaticali delle lingue che vi discendono, delle loro varietà più antiche attestate e/o la grammatica ricostruita delle proto-lingue. Per la precisione, se la classificazione di Matisoff è corretta, da una proto-lingua vanno fatti discendere il proto-tibeto-birmano e l'Old Chinese (le due ricostruzioni più recenti sono Matisoff, 2003 e Baxter-Sagart, 2014. La prima delle due è reperibile nel dizionario STEDT. Matisoff effettua anche comparazioni con l'Old Chinese, ma usa la ricostruzione di Karlgren, molto datata e diversa da quelle moderne).
Le vocali erano dotate di allungamento vocalico. Una codina nasale come consonante finale Cf poteva chiudere la sillaba (in Old Chinese e proto-tibeto-birmano si rintracciano *-m, *-n, *-ng). In alternativa, poteva forse essere presente uno stop senza rilascio udibile di suono (in entrambe le lingue si ritrovano *-p, *-t, *-k). In più, le ricostruzioni di Matisoff (2003) e Baxter-Sagart mostrano una *-r come Cf in entrambe le lingue. Dopo la Cf, poteva esserci un suffisso (sia il proto-tibeto-birmano che l'Old Chinese avevano *-s). Quando a due prefissi in comune, nelle due ricostruzioni si notano *s- e *m-. I prefissi e suffissi sono separati dalla radice da un trattino-hyphen. *s-, ricostruito in proto-sino-tibetano (PTS), aveva una funzione causativa (cioè mutava l'azione da verbo transitivo o intransitivo in causativo, "far fare/lasciar fare"), denominativa e intensiva (cioè rimarcava un cambiamento di stato). Il suffisso *-t serviva a rendere il verbo transitivo, mentre *-n e *-s servivano a ottenere una nominalizzazione (cioè a trasformare un verbo in un nome comune di attività, e.g. studiare > lo studio/l'atto di studiare). La *-s è stata ereditata dall'Old Chinese e ha subito nel Cinese degli Han Orientali (una sorta di Tardo Old Chinese parlato dopo la caduta della breve Dinastia Xin, sconfitta nel 23 d.C.) una lenizione in *-/h/ (debuccalizzazione). La sua caduta ha creato un'intonazione discendente attestata in Primo Cinese Medio/Early Middle Chinese/EMC. L'aggiunta del suffisso *-s nelle fasi antiche del cinese è culminato in taluni casi nella coniazione di due caratteri (la chiave di lettura indicava una somiglianza di pronuncia e, in molti altri casi, anche dei significati del carattere collegati al radicale), in altri nella doppia lettura di un carattere. Comunque non bisogna confondere completamente la derivazione etimologica di una parola dall'origine filologica di un sinogramma. Un altro suffisso in PTS e ereditato dall'Old Chinese è lo stacco glottale *-ʔ. Quest'ultimo è caduto e ha dato origine al tono crescente in Primo Cinese Medio. L'esito della caduta di *-s e *-ʔ ha dato un esito analogo in vietnamita, in cui è stato proposto per la prima volta da Haudricourt. La proposta della caduta di suoni (in origine suffissi morfologici) a fine sillaba come causa della tonogenesi è stata applicata all'Old Chinese da Edwin Pulleyblank nella sua ricostruzione. In PTB era presente forse anche un suffisso *-k, presente anche in alcune parole in proto-tibeto-birmano (PTB).
Con una particella a fine frase, forse *la, si facevano le domande. Tutte le lingue sinotibetane hanno il modificante che precede la testa/modificato. In base a questa struttura, la proposizione relativa andava prima del termine a cui si riferiva. Il PTS non aveva i classificatori. Il verbo si negava con la particella *ma- anteposta.
L'Old Chinese (a volte la sua fase più arcaica viene detta "proto-sinitico" siccome è la culla di tutte le lingue sinitiche), attestato dal 1250 a.C. circa, aveva già iniziato a perdere parte della morfologia dal PTS. In più, a differenza del PTS, aveva appena acquisito una scrittura composta da pittogrammi, da cui poi sono stati fatti derivare ulteriori caratteri con la struttura radicale-chiave di lettura (per indicare la pronuncia e/o parte del significato) o con lo stratagemma dei prestiti fonetici (e.g. *grano > venire; *setaccio > questo; *elefante > sembrare; *scorpione > diecimila; *gufo > vecchio; *capanna > sei; *inspirare > quattro; *telaio > tu; *serpente > particella ye3 也; *dividere > sette e otto; *pestello > pomeriggio; ecc. Si guardino anche i Rami Terrestri e Tronchi Celesti). Ma i sinogrammi, anche se danno qualche informazione sulla pronuncia (come anche lo Shuowen Jiezi di Xu Shen), non hanno la stessa potenzialità di un alfabeto, nato per l'Old Tibetan poco prima del 648 a.C. Intorno a questo periodo, sono anche attestate le prime scritture Pyu (la cui classificazione è però controversa: sarebbe una lingua tibeto-birmana secondo Matisoff o una lingua sino-tibetana secondo Bradley). Alcuni secoli dopo, è attestato l'Old Burmese/birmano antico (e.g. la stele di Myazedi del 1113, con un testo tradotto in Old Burmese, pyu, pali e Mon). Delle informazioni migliori sulla pronuncia cinese vengono dai rimari, che però risalgono al Primo Cinese Medio (e.g. il Qieyun del 601, corredato dal fanqie), da cui derivano tutti i dialetti cinesi (tranne i Min e le lingue Bai, che derivano dall'Old Chinese) e quasi tutte le pronunce dei prestiti cinesi nelle lingue sino-xeniche (giapponese, coreano, vietnamita). Il primo alfabeto per indicare la pronuncia dei caratteri, il 'Phags-pa, è stato creato durante il Primo Mandarino (Dinastia Yuan/khanato mongolo). Baxter e Sagart hanno ricostruito l'Old Chinese a partire dalle informazioni nei rimari, da cui comunque si estrapolano informazioni come la presenza di uno stop (*-p, *-t, *-k) a fine sillaba, il tono (da cui si ricostruiscono *-s e lo stacco glottale dal tono decrescente e crescente), le codine nasali (*-m, *-n, *-ng) e delle informazioni sulle iniziali dell'EMC riutilizzabili per l'Old Chinese (e.g. "Come mai il suono originale X in dei casi è velare e in altri casi culmina in un suono palatale in Primo Cinese Medio?"). Il Proto-Min, di cui esiste la ricostruzione di Jerry Norman, e il Cinese degli Han Orientali sono due ricostruzioni di lingue molto vicine all'Old Chinese. Il dilemma delle sillabe di tipo A e B, tale per cui una classe mostrava un segnale di enfasi interpretato in più modi, viene risolto da Norman e Baxter-Sagart con l'inserimento della faringalizzazione.
Il proto-tibeto-birmano invece è stato ricostruito da vari autori, tra cui spicca Matisoff (2003). Quest'ultimo ha ricostruito il PTB attraverso la comparazione di più lingue tibeto-birmane e a partire da una vecchia ricostruzione di Benedict, di cui ha eseguito una raffinazione. Alcune delle lingue prese in esame sono particolarmente conservative o i suoi riflessi sono pieni di indizi indiretti per esempio di antichi suoni poi caduti o che hanno influenzato la consonante o la vocale (questi indizi si trovano proprio con la comparazione di vocaboli). Sporadicamente, fa uso delle versioni più antiche delle lingue, come le proto-lingue. In più utilizza il birmano scritto e il tibetano scritto, due scritture piuttosto conservative (fermo restando che bisogna leggerle nella loro ortografia e pronuncia arcaica. Entrambi gli alfabeti sono due abugida che derivano dalle scritture brahmiche usate in India, il che è un dato che aiuta nella comprensione di molti suoni). Dal proto-tibeto-birmano derivano il proto-tibetico, ricostruito da Nicolas Tournadre (2013) e il proto-lolo-birmano, che lo stesso Matisoff discute (2003). Da quest'ultimo derivano il proto-lolo e il proto-birmano, di cui esistono articoli che li trattano (anche il proto-lolo è sporadicamente trattato da Matisoff, 2003).
La grammatica dell'Old Chinese nella sua primissima fase (scritture sulle ossa oracolari bruciate sul fuoco e usate per piromanzie finché non vennero sostituite dalla divinazione con i trigrammi descritta nell'Yijing/Libro dei Mutamenti) è quella del cinese pre-classico, che precede il Wenyan; quest'ultimo è nato durante la dinastia Han. Il cinese pre-classico è un cinese estremamente scarno e asciutto, molto più scarno del Wenyan. A questa caratteristica grammaticale, si uniscono i prefissi e suffissi derivazionali finora noti. La grammatica del proto-tibeto-birmano, non attestato in nessun modo (di contro, il cinese pre-classico è studiabile e ricostruibile fin dal periodo oracolare) si basa sulla ricostruzione dalla comparazione delle varie grammatiche e vocaboli, da cui in primis si estraggono tutti i prefissi e suffissi. Nelle lingue tibeto-birmane, di solito l'oggetto va prima del verbo, che invece è a fine frase (come in coreano e giapponese) tranne nelle lingue kareniche; anche nelle lingue Bai quest'ordine non è rispettato ma invertito. Di contro, il cinese pre-classico mostra un ordine S-V-O, mentre il proto-tibeto-birmano aveva una struttura S-O-V che è in linea anche con il giapponese e il coreano e che si può postulare anche per il proto-sino-tibetano.